# Pavlovec Ravenski
Pavlovec Ravenski – wieś w Chorwacji, w żupanii kopriwnicko-kriżewczyńskiej, w mieście Križevci. W 2011 roku liczyła 101 mieszkańców.